# Eldean Steuart
Eldean Steuart, nata Beverly Steuart (New York, 22 ottobre 1911 – New York, settembre 1984), è stata un'attrice statunitense del cinema muto, attiva come attrice bambina dal 1912 al 1918 (da uno a sette anni d'età).

## Biografia
Nata a Brooklyn nel 1911, fu un'attrice bambina: era la sorella minore di altri due attori bambini, Maurice (1908-1971) e Loel Steuart (1910-1994). Eldean comparve per la prima volta sullo schermo quando non aveva compiuto neanche un anno in un cortometraggio di David W. Griffith, The One She Loved, un film che aveva tra i suoi protagonisti attori come Mary Pickford, Lionel Barrymore e Lillian Gish. Dopo i suoi primissimi film girati con Griffith alla Biograph, passò alla Thanhouser. La carriera di Eldean (ma all'anagrafe era segnata come Beverly) durò fino al 1918: si ritirò a soli sei anni. Dal 1912 al 1918, aveva girato in tutto trentun film, pellicole sempre di un certo livello, dove recitava a fianco di attori molto noti, diretta da registi conosciuti. In qualche film, appare insieme ai due fratelli.
Morì all'età di 72 anni, nel settembre del 1984, a New York, nel quartiere di Queens.

## Filmografia
La filmografia - basata su IMDb - è completa.
- The One She Loved, regia di David W. Griffith - cortometraggio (1912)
- My Baby, regia di D.W. Griffith e Frank Powell - cortometraggio (1912)
- The Sheriff's Baby, regia di D.W. Griffith - cortometraggio (1913)
- Slander's Tongue, regia di Ashley Miller - cortometraggio (1913)
- A Bunch of Flowers, regia di Dell Henderson - cortometraggio (1914)
- The Toy Shop, regia di Carl Gregory - cortometraggio (1914)
- The Girl of the Seasons, regia di Carl Gregory - cortometraggio (1914)
- The Target of Destiny, regia di Carl Gregory - cortometraggio (1914)
- The Touch of a Little Hand, regia di Arthur Ellery - cortometraggio (1914)
- Seeds of Jealousy, regia di Arthur Ellery - cortometraggio (1914)
- In the Conservatory - cortometraggio (1914)
- 'Twas the Night Before Christmas, regia di Ashley Miller  - cortometraggio(1914)
- The Reformation of Peter and Paul - cortometraggio (1915)
- It's an Ill Wind, regia di Arthur Ellery - cortometraggio (1915)
- The Six-Cent Loaf - cortometraggio (1915)
- Which Shall It Be? , regia di Ernest C. Warde – cortometraggio (1915)
- Getting the Gardener's Goat, regia di Arthur Ellery e Ernest C. Warde - cortometraggio (1915)
- A Plugged Nickel, regia di Arthur Ellery - cortometraggio (1915)
- Helen's Babies - cortometraggio (1915)
- The Woman Who Lied, regia di Lucius Henderson - cortometraggio (1915)
- Gladiola, regia di John H. Collins (1915)
- Blade o' Grass, regia di Burton George - cortometraggio (1915)
- Helen of the Chorus, regia di George Ridgwell - cortometraggio (1916)
- East Lynne, regia di Bertram Bracken (1916)
- The Flower of No Man's Land, regia di John H. Collins (1916)
- Whoso Findeth a Wife, regia di Frank Crane (1916)
- Hinton's Double, regia di Lloyd Lonergan e Ernest C. Warde (1916)
- The Love That Lives, regia di Robert G. Vignola (1917)
- The Hungry Heart, regia di Robert G. Vignola (1917)
- Alias Mrs. Jessop, regia di William S. Davis (Will S. Davis) (1917)
- The Reason Why, regia di Robert G. Vignola (1918)
- Out of the Night, regia di  James Kirkwood (1918)